# Sooglossidae
Sooglossidae é uma família de anfíbios pertencentes à ordem Anura e à subordem Neobatrachia. É endêmica das Ilhas Seychelles, sendo restrita a florestas nubladas das ilhas de Silhouette e Mahé.

## Taxonomia
A família foi descrita em 1931 pelo zoólogo americano Gladwyn Kingsley Noble, como uma subfamília da Pelobatidae, de forma a abrigar o gênero Sooglossus e suas espécies. Mais tarde, em 1963, o pesquisador Ivor Griffiths, a promoveu de subfamília a família. Uma questão pertinente a seu respeito é sua classificação dentro da subordem Neobatrachia, já que é suposto que possa pertencer a diversas superfamílias diferentes, tal como a Ranoidea e a Hyloidea, porém, estudos moleculares mais recentes determinaram que, na verdade, existe um ancestral comum desconhecido entre esta família, os ranoides e as demais superfamílias, o que faz com que seja necessário mais estudos filogenéticos a respeito disso para saber sua origem evolutiva. Não existem fósseis conhecidos de indivíduos desta família.

## Descrição
Os indivíduos desta família são os menores anuros do mundo, medindo entre dez e quarenta milímetros, e apresentam hábitos terrestres e as pontas de seus dedos possuem pequenos discos puntiformes. A única característica sinapomórfica conhecida para os membros desta família é a presença de um osso sesamoide no seu calcanhar.
São pouco ativos e passam a maior parte do tempo escondido em meio a folhas e dentro de fendas de rochas, ficando mais ativos somente durante os períodos de chuva. Suas espécies praticam o amplexo inguinal, uma prática de acasalamento bem primitiva, que é usada apenas pela família Nasikabatrachidae e por esta na subordem Neobatrachia. Os machos não vocalizam em coro, e sim individualmente. Os indivíduos do gênero Sechellophryne apresentam desenvolvimento direto, ou seja, não possuem fase larval aquática, enquanto a do outro gênero, Sooglossus, apresentam metamorfose e os girinos se desenvolvem nas costas dos pais.

## Gêneros
A família possui, ao todo, dois gêneros, com duas espécies cada. Anteriormente o Nesomantis, descrito por Boulenger em 1909, era considerado um gênero distinto de Sooglossus, sendo fundido a este após análises feitas por diversos pesquisadores em 2006.
Lista
- Gênero Sechellophryne Nussbaum & Wu, 2007
- Gênero Sooglossus Boulenger, 1906